# Манипуляции с картами

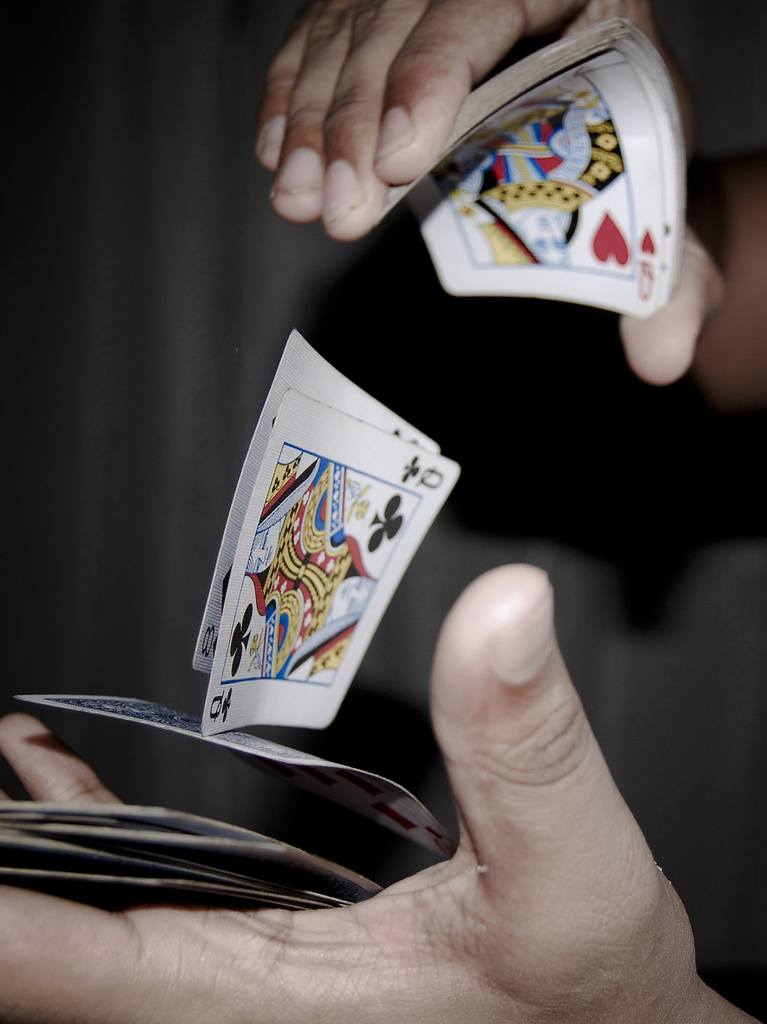
Пример манипуляции с картами (флориш)

Манипуля́ции с ка́ртами — часть иллюзионизма, использующая ловкость рук для проведения трюков с игральными картами.

## Общие сведения
Трюки с картами предназначены для демонстрации на близком расстоянии. Они не требуют дорогого, труднодоступного реквизита. Существенным является лишь уверенное владение искусством манипуляции. Многие иллюзионисты, позже ставшие известными, начинали с карточных фокусов, причём в десяти-одиннадцатилетнем возрасте. Например, Гарри Гудини демонстрировал их с десяти лет.
По некоторым данным, карты в современном виде известны с XIV века. Однако как инструмент фокусов они стали популярны лишь в конце XVIII века. С этого момента было разработано более сотни только основных приёмов проведения трюков, включая методы отвлечения внимания зрителей.
Интересно, что манипуляции с мелкими предметами вроде шариков, чашек или скорлупок (см., например, Игру в напёрстки), были известны и до использования карт. Но именно последние из-за универсальности, простоты и зрелищности приобрели особую популярность:17-27.

## Некоторые приёмы
Манипуляции с игральными картами построены на использовании приёмов, позволяющих отвлечь внимание зрителей и практически не дающих возможности обнаружить обман ловкости рук. Эти процедуры требуют детальной проработки и значительной практики. Некоторые из них:XXI:

### Флориш
Флориш (англ. Flourish) — некоторое действие с картами, по сути жонглирование ими, с целью демонстрации своей ловкости и отвлечения зрителей во время скрытых манипуляций. Одним из наиболее известных приёмов является перелетание карт колоды из одной руки в другую (см. иллюстрацию):19-20.

### Выступ
Выступ (англ. Jog) — небольшой сдвиг карт, приём, позволяющий отметить определённое место в колоде:XXIII.

### Брейк
Брейк (англ. Break) — удерживание определённого места в колоде мизинцем, незаметно от зрителя.

### Фальшивое снятие
Фальшивое снятие (англ. False cuts) колоды используется для создания видимости её снятия и тем самым сохранения её подтасовки:77-80.

### Фальшивое тасование
Фальшивое тасование (англ. False shuffles) позволяет:65-76:
1. Контролировать положение конкретной карты, в то время как остальные действительно тасуются.
2. Перенос верхней карты колоды, а также перемещение нескольких карт, но без сохранения их порядка.
3. Контролировать карту, возвращённую в колоду.
4. Оставлять порядок карт в колоде неизменным.
5. Переносить верхнюю карту колоды вниз, оставляя неизменным порядок расположения в колоде остальных.
6. Сохранить верхнюю и нижнюю карты на месте.
7. Поместить в любое место колоды любое заранее выбранное количество карт.

Отметим, что фальшивая тасовка является одним из основных шулерских приёмов обмана.

### Пальмирование
Пальмирование (англ. Palming) — скрытый перенос карт из колоды в руку, в процессе её тасования или перед снятием:49-54.

### Вольт
Вольт (англ. Volte) — приём, заключающийся в обмене положений верхней и нижней частей колоды. В сочетании с созданием выступа возможно перемещение одной, только что вложенной карты на верх или низ колоды. Различные вольты, в частности, проводимые одной рукой, популярны среди шулеров. Используется, в частности, сразу после снятия колоды, для того, чтобы привести её в прежнее, подтасованное состояние.

### Подъём
Подъём (англ. Lift) — способ извлечения одной или нескольких карт из колоды, например, ранее выбранных зрителем. Двойной подъём — извлечение двух карт, воспринимаемых как одна:3-11.

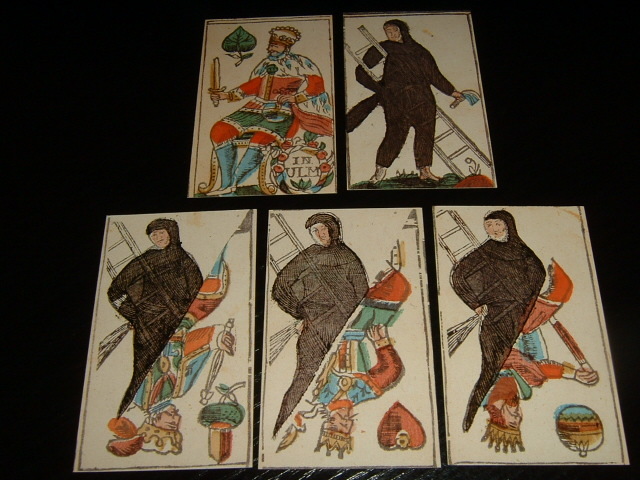
«Половинчатые» карты, превращающие трёх королей в трёх трубочистов и обратно. Начало XIX века.

### Смена
Смена (англ. Change) — смена одной карты на другую. Есть 2 типа смены: видимая и невидимая. Видимая демонстрирует магическую смену одной карты на другую (карта находится лицом наверх). Невидимая представляет собой подмену карты на другую, незаметно от зрителя и он не знает, что карта поменялась (карта находится рубашкой вверх).

### Подсматривание карты
Подсматривание карты (англ. Peeking) — один из важных приёмов, так как даже опытный фокусник бывает не уверен, что делает всё правильно. Существует ряд способов узнать карту. Например, во время возвращения её зрителем в колоду. Манипулятор делает вольт, чтобы она оказалась на верху колоды. Далее пальмированием карта прячется в руке, колода даётся зрителю для тасования, и одновременно осматривается карта.

## Пример возможностей
Английский манипулятор по имени Дерек Дингл (англ. Derek Dingle) разработал карточный трюк, названный «Переворачивающиеся Тузы» (англ. «Rollover Aces»). Его суть в следующем:148:
1. Берётся колода карт, которая хорошо тасуется.
2. Из колоды выбирается четыре туза, которые демонстрируются и, затем, возвращаются в разные части колоды.
3. Колода вновь тщательно перетасовывается и подснимается.
4. Колоду разделяют на две части и вновь складывают в одну, но так, чтобы рубашки частей были направлены в разные стороны, после чего вновь перетасовывают.
5. Колоду выкладывают на стол и, вращая, как бы раскатывая, с каждым полуоборотом образуют четыре стопки карт, лежащих под четырьмя тузами, все лицом вверх. Остаток колоды составляет пятую стопку и лицо её карт также ориентировано в одну сторону.
6. При открытии первых четырёх стопок выясняется, что это четыре флеш-рояля (англ. Royal flush), разложенных не только по мастям, но и по старшинству карт.